# Chlamydoselachus lawleyi
Chlamydoselachus lawleyi Davis, 1887 è uno squalo fossile, antenato dell'attuale Chlamydoselachus anguineus, i cui denti fossilizzati sono stati rinvenuti nei sedimenti pliocenici del bacino toscano, in un ambiente marino profondo.

## La scoperta

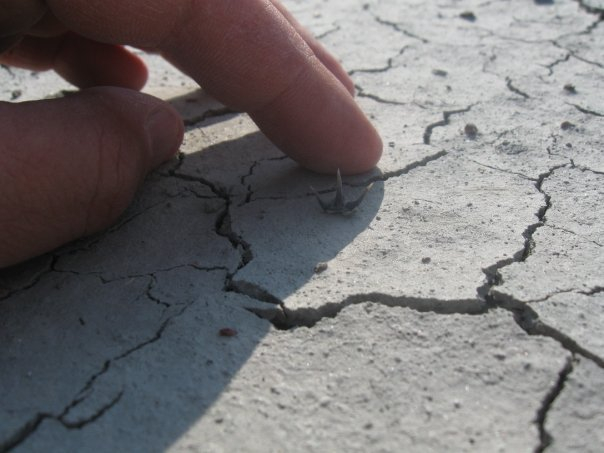
Il ritrovamento di un dente di Chlamydoselachus lawleyi durante le fasi di ricerca

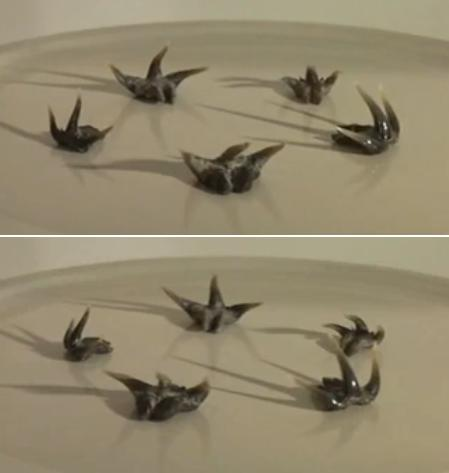
Denti di Chlamydoselachus lawleyi

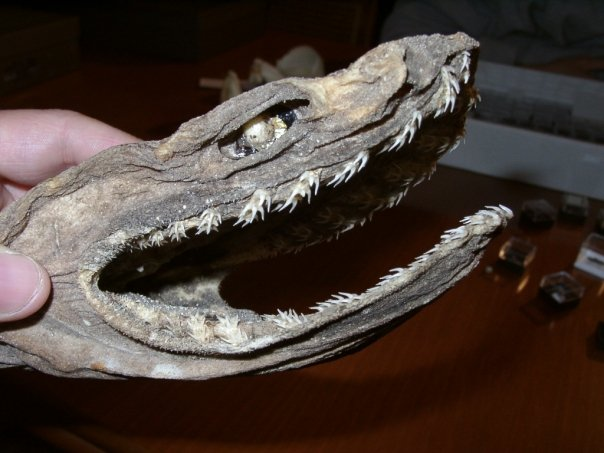
Testa essiccata di un Chlamydoselachus anguineus meglio conosciuto come squalo serpente attuale

Nel 2001 fu ritrovata una fauna fossile ad ittiodontoliti comprendente un gran numero di denti di Chlamydoselachus Garman, 1884, uno squalo dalla forma sinuosa, relativamente “primitivo”(i.e. elasmobranchio moderno, neoselace, primitivo) e, ancora oggi diffuso negli ambienti profondi degli oceani, il ritrovamento fu scientificamente  descritto nel 2009. 
I denti, in perfetto stato di conservazione, provengono dai sedimenti pelitico-siltoso-argillosi situati in località Castelnuovo Berardenga Scalo e risalgono a circa 2,5-3 milioni di anni fa (Piacenziano-Gelasiano antico "Pliocene inferiore").
L'eccezionale abbondanza di denti di Chlamydoselachus lawleyi Davis, 1887 ha permesso di meglio deﬁnire questo incerto taxon fossile già riconsiderato da Pfeil (1983), confermandone la validità almeno sulla base della taglia sensibilmente più grande rispetto a quella degli esemplari viventi.
La specie vivente, Chlamydoselachus anguineus Garman, 1884, visibile nella foto, per certi caratteri arcaici, fu in passato considerato un vero e proprio fossile vivente, fu considerato un cladodonte, vive oggi negli oceani con una distribuzione ampia, ma discontinua (a macchie) da 20 a più di 1 500 metri di profondità. In alcune regioni, come alcune baie del Giappone (come la Suruga Bay, nel Giappone centrale), prospicienti acque profonde e caratterizzate da upwelling (risalita di acque profonde gelide, scarsità  di ossigeno ed elevato contenuto in nutrienti), lo si pesca, la notte, a pochi metri dalla superficie. Tali ampie migrazioni verticali sono in relazione alla nutrizione.
Recentemente si è ritenuta certa l'esistenza di una seconda specie di Chlamydoselachus, non distinguibile per i caratteri morfologici esterni dalla prima e  non ancora descritta.
Associati a Chlamydoselachus, nello stesso affioramento, sono stati rinvenuti numerosi denti di altre specie di elasmobranchi ed otoliti di pesci ossei (teleostei). Fra gli squali le specie più comuni sono  Prionace glauca (verdesca), Hexanchus griseus (pesce vacca), Squatina sp. (pesce angelo o squadro), Isurus oxyrinchus (mako), Alopias superciliosus (squalo volpe dal grande occhio), Cetorhinus maximus (squalo elefante), Odontaspis ferox (cagnaccio), Carcharias taurus (squalo toro), Dalatias licha (Scimnorino), Pristiophorus sp. (squalo sega), Carcharhinus cf. plumbeus (squalo grigio), Carcharhinus cf. perezi (squalo di barriera dei Caraibi), Centrophorus granulosus (centroforo, pesce di notte), Echinorhinus richiardii (Echinorino, squalo spinoso). Fra i teleostei dominano i Macruridi (49,7%) ed in grado minore i Mictofidi (12%). Queste due famiglie, quando presenti, indicano nel loro insieme ed inequivocabilmente ambienti profondi.
La fauna, nel suo complesso, permette le seguenti induzioni paleoecologiche: gli squali di acque profonde (e.g. Centrophorus cf. granulosus più frequente nell'intervallo batimetrico 400-800 metri e Chlamydoselachus) e l'associazione fossile ad otoliti di teleostei, i più significativi dei quali sono riferibili a macruridi e mictoﬁdi, permettono di conﬁgurare nel Piacenziano-Gelasiano antico (sub-bacino di Siena del Bacino Siena-Radicofani) un paleoambiente epibatiale di scarpata. L'insolita concentrazione di denti di Chlamydoselachus evoca, in via speculativa, qualche particolare meccanismo quale l'upwelling o la presenza di qualche tipo di trappola (depressioni del fondale con scarsa circolazione) od arricchimento selettivo ad opera di correnti.

## Storia

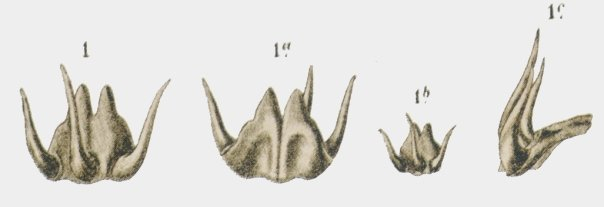
Illustrazione di un dente di Chlamydoselachus per il naturalista toscano Roberto Lawley (1818-1881)

Lo studio di Chlamydoselachus ebbe inizio in Toscana con la pubblicazione nel 1876 di Roberto Lawley (1818-1881) sui pesci ed altri vertebrati fossili delle colline toscane. In questo lavoro l'Autore raffigurò e descrisse uno strano dente tricuspide sconosciuto agli scienziati, di cui si ignorava a quale animale potesse essere ricondotto.
Lawley, uno dei primi studiosi di pesci e squali fossili, mentre perlustrava le campagne di una Toscana, notò per terra uno strano dente che lo lasciò perplesso. In seguito la sua collezione si arricchì di altri otto esemplari simili. Nel 1876, relativamente ai denti di Chlamydoselachus da lui rinvenuti, Lawley si espresse come segue: “la radice ha due rami, è quasi saldata per tutta la sua lunghezza, ma sul davanti, giust'appunto nella sua saldatura, sorge il dente centrale come nella fig.1, e forma con i due laterali tutto un dente; il loro apice cambia di colore atteso essere tutto dentina ed è trasparente; i denti sono flessuosi, fig.1c, e la radice fa quasi angolo retto con essi. Di questi denti ne possiedo due perfettamente completi, e sette più o meno mutilati, ma tutti ugualmente conformati, e riconoscibili: mi provengono tutti da Orciano, dove sembrano rarissimi. Per quanto io abbia osservato, non mi è stato possibile di vedere un dente simile ne' viventi,  né rappresentato in disegno né di pesci né di rettili”.
Stroncato da un male improvviso nel 1881 Lawley fu impossibilitato di completare molti dei suoi studi e buona parte dei reperti da lui raccolti andò dispersa (Manganelli, Benocci, Spadini, 2006) compresi i nove denti da lui raccolti.
Tre anni dopo la morte di Lawley fu pescato nei mari del Giappone uno squalo insolito, dai caratteri considerati sorprendentemente primitivi. Venuto a conoscenza di tale avvenimento un famoso ittiologo americano Samuel Garman si recò sul posto e lo descrisse e classificò nel 1884.

## Un fossile vivente?

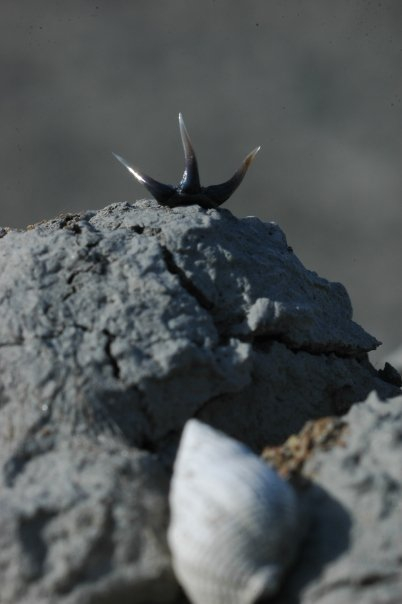
Dente di Chlamydoselachus lawleyi nei pressi di Castelnuovo Berardenga.

Chlamydoselachus si differenzia dalla maggior parte degli squali “moderni” per la posizione della bocca che è anteriore invece che ventrale (infera). Le cartilagini mandibolari sono basse ed allungate, e come in Hexanchus troviamo una sola pinna dorsale e sei fessure branchiali.  I denti a tre cuspidi ricordano antichi squali dell'era Paleozoica anche se la vascolarizzazione della radice appare nettamente più moderna ed originale. Questo induce ad una certa prudenza ed a considerare che la “primitività”  apparente o parziale trattandosi con probabilità del prodotto di parallelismi o convergenze e di adattamenti sofisticati persistenti nel tempo. La stessa dentatura, costituita (considerando le file interne) da circa 400 denti molto simili e dalle piccole cuspidi acute, leggermente sigmoidi e flesse verso l'interno della gola, risulta essere idonea alla cattura di piccole prede quali cefalopodi di acque profonde, altri squali, piccoli pesci attraverso rapidi scatti resi possibili dal corpo sinuoso ed anguilliforme. Alcune sue caratteristiche quali la capacità di ingoiare prede anche più grandi della metà del suo corpo, di alimentarsi in ambienti sia demersali che nelle masse d'acqua soprastanti, sono state recentemente considerate uno “stile di vita” estremamente evoluto.
La colorazione dello squalo dal collare (frilled shark, requin lézard)) o squalo lucertola (o serpente) è uniforme e va dal marrone scuro al grigio. Il corpo è allungato e serpentiforme e il più grande esemplare conosciuto misurava 1,96 metri contro i presunti 2,5 metri della specie fossile pliocenica (Cigala Fulgosi et al., 2009) ricavati dalle dimensioni dei denti che a volte misurano il doppio di quelli attuali (fig.3). 
A causa delle abitudini profonde Chlamydoselachus viene sporadicamente catturato dai pescherecci oceanici operanti con lo strascico su fondali profondi e soffici o nelle masse d'acqua in prossimità di questi.
Al largo di Sesimbra (Lisbona, Portogallo) lo si cattura raramente con le lenze a profondità dell'ordine del kilometro.
Longevo dal punto di vista filetico questo genere è noto almeno dal tardo Cretaceo ed è rappresentato da alcune specie molto simili che si susseguono nell'era terziaria. Recentemente C. anguineus è stato segnalato come parte di una fauna batiale (Fiumefreddo, Sicilia), che persiste nel Pleistocene inferiore-medio del Mediterraneo. È interessante notare che le specie del Cretaceo e dell'inizio del Paleogene abitassero gli ambienti costieri e che solo in seguito abbiano occupato quelli profondi.

## Conclusioni
Il ritrovamento di Chlamydoselachus ed altri elementi faunistici associati, come i Macruridi e i Mictofidi, oltre ad indicare la presenza  di un paleoambiente epibatiale nell'area  dimostrano la persistenza nel  Pliocene medio superiore del Mediterraneo di una connessione sufficientemente ampia e profonda con l'oceano Atlantico nella regione dell'attuale Gibilterra e di  condizioni di circolazione d'acqua e di temperature  di tipo oceanico, anche se meno sviluppate di quelle riscontrate agli inizi del Pliocene.
La rarità di fossili di Chlamydoselachus  permette di considerare il giacimento di Castelnuovo Berardenga Scalo come un giacimento fossilifero decisamente importante.